# Crassivesica brocha
Crassivesica brocha là một loài bướm đêm trong họ Noctuidae.